# Siepraw (wieś)
Siepraw – wieś w Polsce położona w województwie małopolskim, w powiecie myślenickim, w gminie Siepraw.
W latach 1975–1998 miejscowość administracyjnie należała do województwa krakowskiego.
Siedziba gminy Siepraw. Od 2003 roku na stoku Rusinki (350 m n.p.m.) znajduje się wyciąg narciarski. Licznie odwiedzane sanktuarium bł. Anieli Salawy. We wsi funkcjonuje klub sportowy Karpaty Siepraw.

## Podział administracyjny
Integralne części wsi Siepraw:
przysiółkiGajówki, Łany, Łysa Góra Druga, Łysa Góra Pierwsza, Psiara, Wądoły, Wieś Druga, Wieś Pierwsza
części wsiBrzeg, Grabie, Granice, Kawęciny, Madejki, Pasternik, Wiśnicz, Zagórze, Załyczanka, Zarusinki
Przysiółki i części wsi administracyjnie dzielą się na 3 sołectwa: Siepraw I, Siepraw II i Siepraw III.

### Siepraw I
Sołectwo obejmuje: Łysa Góra Pierwszą, Łysa Góra Drugą, Madejki, Psiary i część obszaru przysiółka Wieś Pierwsza graniczącego z tymi przysiółkami, a zawartego pomiędzy rzeką Sieprawka i jej dopływem Lenczówką.

### Siepraw II
Sołectwo obejmuje: Grabie, Pasternik, Łany, Kawęciny, Załyczanka i Wieś Pierwsza z wyłączeniem obszaru graniczącego z przysiółkami Łysa Góra Pierwsza i Łysa Góra Druga, zawartego pomiędzy rzeką Sieprawką i jej dopływem Lenczówką.

### Siepraw III
Sołectwo obejmuje: Wieś Drugą, Zarusinki, Wiśnicz, Brzeg, Gajówki, Zagórze.

## Zabytki
Obiekty wpisane do rejestru zabytków nieruchomych województwa małopolskiego.
- Zespół kościoła pw. św. Michała Archanioła: ruiny kościoła, cmentarz przykościelny, mur ogrodzeniowy z 3 kaplicami, starodrzew, nagrobek w kształcie obelisku. Kościół murowany, wzniesiony w latach 1620–1642, wieża dobudowana w 1862 roku.
- Kościół św. Marcina. Drewniany kościół św. Marcina. Pierwsze wzmianki o świątyni pochodzą z XVI wieku i można z nich wnioskować, iż kościół był obszerny (mieścił trzy ołtarze). Dzisiejszy wygląd to wynik XVIII wiecznej rekonstrukcji. Świątynia jest niewielka, jej charakterystyczną cechą jest brak wyodrębnionego prezbiterium. Msze odbywają się tutaj 11 listopada (dzień św. Marcina).

### Inne zabytki
- Sanktuarium bł. Anieli Salawy;
- dwór w Kawęcinach (nieistniejący) – pochodzący z XV w., siedziba rodu Jordanów herbu Trąby. W XIX w. jego właścicielem był płk. Piotr Skarbek-Białobrzeski, oficer 1. pułku strzelców konnych Księstwa Warszawskiego, weteran wojen napoleońskich, odznaczony francuską Legią Honorową. Po 1815 r. służył w 4. pułku ułanów i 3. pułku strzelców konnych Królestwa Kongresowego. 22 lutego 1846 r. zamordowany w Jastrzębi przez uczestników rabacji galicyjskiej. Dwór został rozebrany w latach 70. XX wieku[6].

## Obiekty przyrodnicze
W miejscowości znajduje się piaskowcowa wychodnia o nazwie Kopytko, powstała z twardego piaskowca istebniańskiego. Tworzy ona tzw. ambonę stokową. Ma około 3 metrów wysokości i 20 metrów szerokości.
Ze skałą Kopytko i wgłębieniem przypominającym kopyto związane są dwie legendy. Według pierwszej, koń królowej Jadwigi Andegaweńskiej podczas podróży na Węgry i przerwy w okolicach Sieprawia, swoim kopytem zrobił ślad na skale, pozostający do dziś. Według drugiej wgłębienie powstało za sprawą świętego Stanisława ze Szczepanowa, który chciał ukrócić spór mieszkańców Świątnik Górnych i Sieprawia o granicę; gdy przybył na skałę, jego koń zrobił owo wgłębienie, które stanowić miało granicę między skłóconymi miejscowościami.